# Іван V Олексійович
Іоа́нн V Олексійович Романов (рос. Иван V Алексеевич; 27 серпня (6 вересня) 1666, Москва — 29 січня (8 лютого) 1696, Москва) — московський цар 1682—1696 із династії Романових. Син царя Олексія Михайловича і його першої дружини, цариці Марії Іллівни, уродженої Милославської. Старший брат першого російського імператора Петра I. Батько двох царівен: Катерини і Прасковії Іванівни та імператриці Анни Іванівни.

## Життєпис
27 квітня (7 травня) 1682 р. у віці 20 років раптово помирає старший брат Івана, цар Федір Олексійович — як казали тоді, від цинги. Традиційно історики роблять акцент на тому, що цар Федір не залишив розпорядження щодо престолонаслідування. Буцім-то саме це стало приводом для свар між кланами Наришкіних та Милославських, а невдовзі і Повстання стрільців. Втім останнім часом ця версія все більше піддається критиці дослідниками.
Справа у тому, що безперервність монархічних династій гарантується не якимись папірцями з розпорядженнями, а священним законом престолонаслідування. Згідно йому, спадкоємцем мав би стати старший найближчий родич померлого царя по чоловічій лінії, тобто Іван Олексійович. Тому, всупереч поширеній думці романівських істориків, царевич Петро за віком не мав жодного права навіть називатися претендентом.

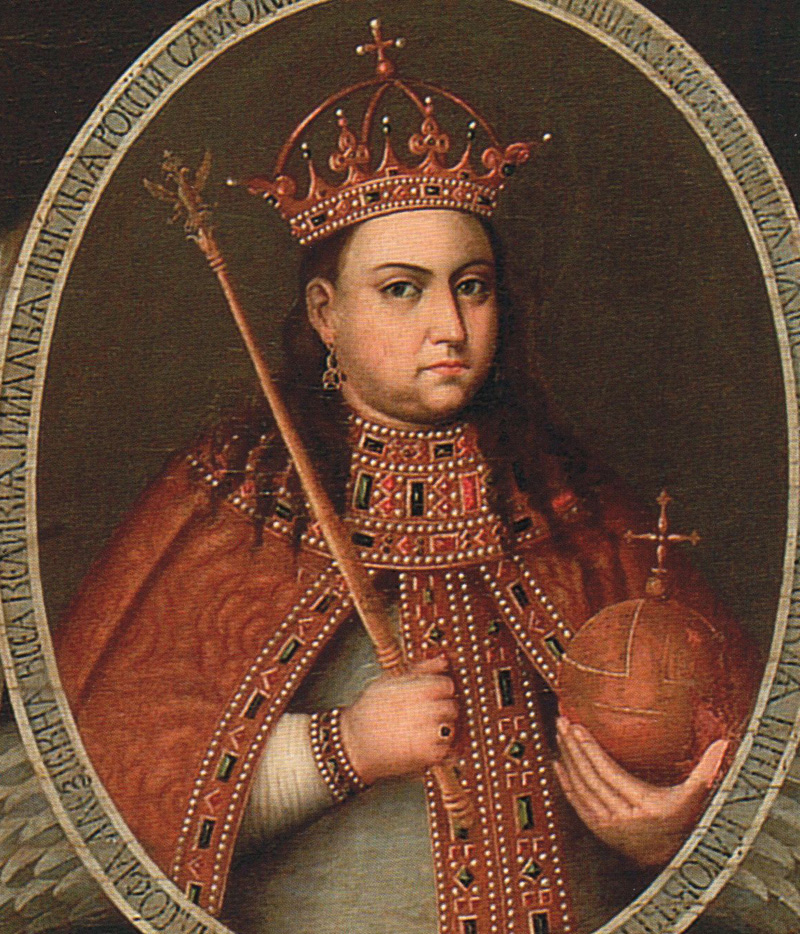
Царівна Софія Олексіївна

За поширеною версією, Іван був з дитинства хворобливим і нездатним до керування країною. Тому було запропоновано відсторонити його і проголосити наступним царем його єдинокровного брата, на 5 років молодшого Петра I. Але це неможливо: в ті часи лише у 14 років великого князя можна було «помазати на царство», а в 16 років «проголосити царем» — вінчати на царство. Втім все це можна зробити, тільки якщо немає більш старшого претендента по крові. Проте варто розглянути обидві версії подій 1682 року.

### Офіційна версія
Як повідомляли романівські, а потім і радянські історики, після смерті Федора Олексійовича царський престол повинен був перейти до одного з його братів: майже 16-річного Івана — сина покійної цариці Марії Іллівни (до шлюбу Милославської) або 10-річного Петра — сина вдовуючої цариці Наталії Кирилівни (до шлюбу Наришкіної). Чому ця теза є хибною, було вже сказано вище.
Обидва брати, один через поганий стан здоров'я, а інший через малий вік, не могли брати участі у боротьбі за владу.
Про Івана Олексійовича говорили, що він несповна розуму. Цілком можливо, що ці чутки поширювали Наришкіни у період відчайдушної боротьби за владу з Милославськими. Відомо, що сам Іван, перебуваючи у самому центрі жорсткої боротьби, не брав у ній активної участі і не виявляв інтересу до державної діяльності.
За словами Соловйова, війна між боярськими родами Милославських та Наришкіних досягла кульмінації. Від того, хто стане царем, залежало, який з цих кланів займе положення ближніх бояр — радників царя при прийнятті найважливіших державних рішень і відповідальних виконавців цих рішень, які розподіляють вищі посади в державі і розпоряджаються царською скарбницею.
Остаточне рішення з цього питання приймала Боярська дума. Для більшості бояр, майбутнє яких залежало від милості чи немилості царя, дуже важливо було вгадати, хто з претендентів виграє, щоб заздалегідь стати на його бік. Старший за віком Іван з дитинства був дуже хворий (як і все чоловіче потомство цариці Марії Іллівни), тому вважалося ймовірним, що він незабаром помре, і тоді царем стане Петро. У цій ситуації більшість Думи і патріарх Іоаким схилилися на користь більш «перспективного» Петра, і 27 квітня 1682 року — в день смерті Федора Олексійовича — Петро був проголошений царем.
Згідно традиційній точки зору, для Милославських такий перебіг подій означав втрату усіх владних перспектив, і тому розумна, енергійна 25-річна царівна Софія Олексіївна вирішила скористатися невдоволенням стрільців, щоб змінити ситуацію на свою користь, спираючись на клан Милославських і низку бояр, в тому числі князів Василя Голіцина і Івана Хованського — представників шляхетних княжих родів, які болісно сприймали піднесення худорідних Наришкіних. Начебто, підлило масла у вогонь безпрецедентне присвоєння вищого придворного чину (боярського) юному Івану Наришкіну. Справа дійшла до кривавого стрілецького бунту.
У сучасних історичних працях, втім, вказується, що зведення протистояння розгалужених придворних кланів до конфлікту Милославських і Наришкіних є великим спрощенням. Основна роль у повстанні належала особам, які однозначно не належали ні до тієї, ні до іншої родини.

### Сучасна версія
|  | ...27 квітня 1682 року удар дзвону на Івана Великого сповістив Москві про смерть царя Феодора Олексійовича ... Народ зібрався перед церквою Спаса за "золотий гратами" і на запропоноване патріархом питання проголосив царем Петра. Він знаходився в цей час біля труни брата. Освячений собор і бояри нарекли його тут царем. Патріарх благословив государя-хлопця хрестом, і його посадили на трон...В. В. Назаревський |

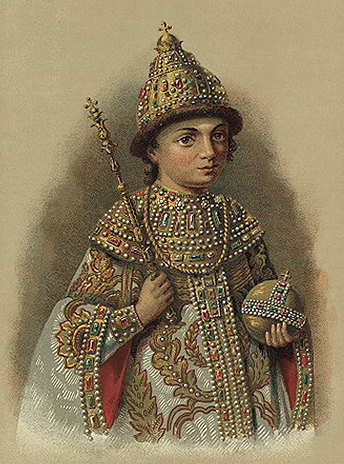
Петро I — співправитель Івана V

Назаревський пише тут відверту брехню: такого в дійсності бути не може, і не було. Натовп ніколи у Московії не вирішував, якого з монархів проголошувати царем, а кого усувати. Незрозуміло також, як це патріарх міг проголосити царевича Петра царем у 10 років, посадивши його на трон, і чому біля труни Федора в Архангельському соборі, а не в Успенському соборі при пишній церемонії, як зазвичай це й відбувалося. Якщо навіть все це допустити, мало б ще відбутися офіційне зречення майже повнолітнього царя Івана Олексійовича (яким він став автоматично, з моменту смерті старшого брата Федора) від претензій на трон. Але цього не спостерігалося.
Головне зернятко правди в цих відомостях полягає в тому, що процедура престолонаслідування відбувалася у підозрілому поспіху і абсолютно незаконно. Звичайно ж, Петра проголошував не натовп, а царівна Софія і патріарх Іоаким. І не царем, а лише претендентом-царевичем (хоча за віком він ще не міг претендувати на трон). Софія Олексіївна ж ставала правителькою, отримавши права на регентство поки що п'ятнадцятирічного Івана. У деяких джерелах після цього її називають вже не царевною, а царицею.
Проте цього теж категорично не могло статися, крім одного випадку: якщо Софія була б матір'ю одного зі спадкоємців престолу. Інших варіантів стати ані правителькою, ані, тим більш, царицею у неї не було, вважають історики:
|  | Достойно вниманія то обстоятельство, что ни въ оффиціальномъ документѣ, въ которомъ разсказано это событіе, ни в подробномъ описаніи современника и свидѣтеля, а къ тому же сторонника партіи Милославскихъ, Сильвестера Медвѣдева, ни слова не говорится, почему не было обращено вниманія на права Ивана… Такимъ образомъ, на этотъ разъ о правахъ Ивана не было рѣчи. Точно также и вопросъ о регентствѣ оставался открытымъ. А.Г. Брикнер |

Якщо навіть припустити, що Івана Олексійовича майже у 16 років не зробили царем по недоумству, тоді правителем повинен бути обраний найближчий старший родич по чоловічій лінії. А якщо такого немає, то по жіночій — у Івана Олексійовича ще були дві старші сестри: Євдокія (1650 р.н.) та Марфа (1652 р.н.). Проте, якщо Софія, насправді, була мати Петра I, її абсолютно законно могли проголосити і регенткою, і царицею.
Остаточне рішення повинен був приймати Освячений собор, як і належить в ситуаціях, коли немає повнолітнього спадкоємця престолу. І цей Собор дійсно був скликаний, але у липні.

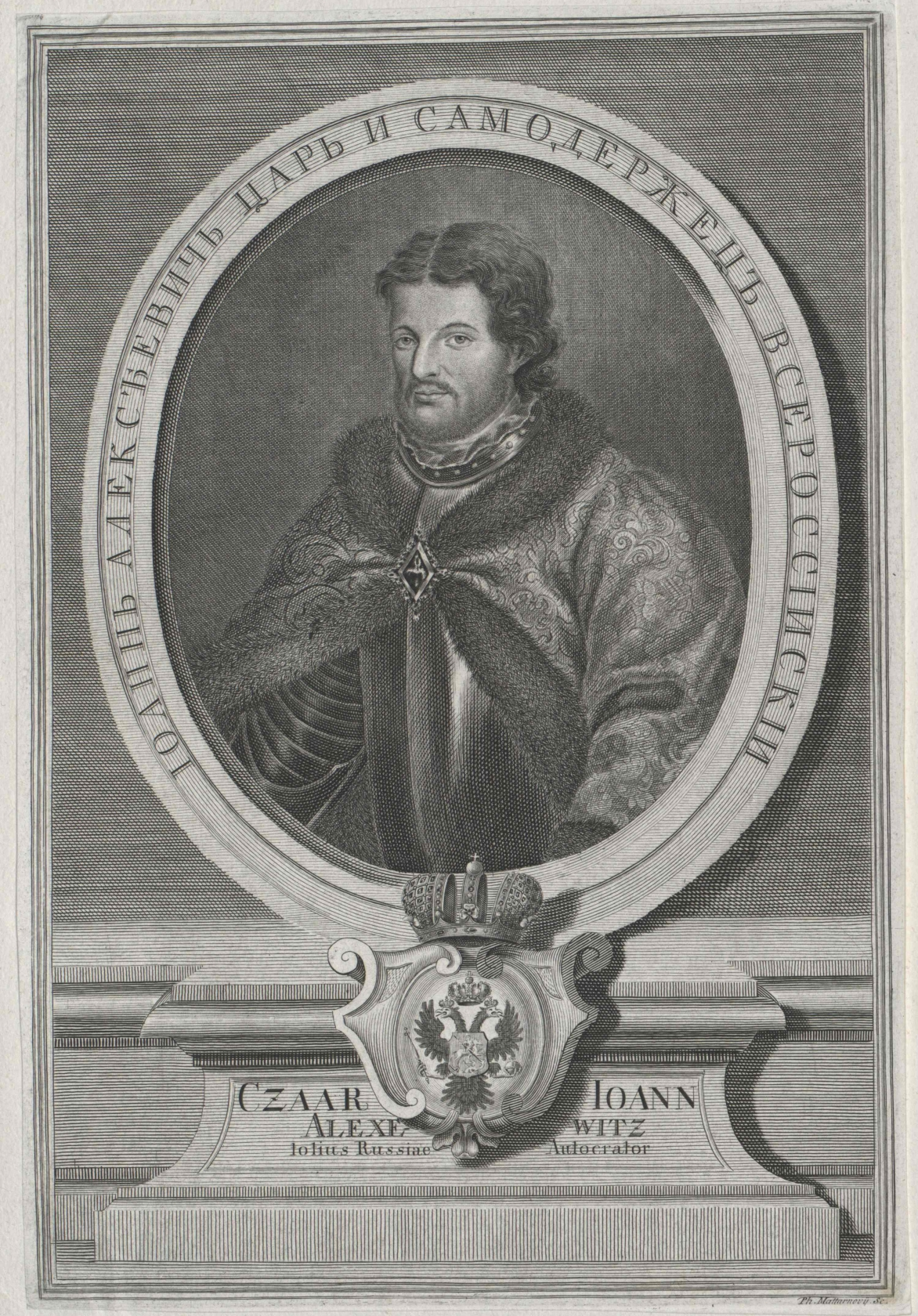
Цар Московії Іван V Олексійович. Гравюра XVII ст.

5 липня (25 червня) 1682 року обидва царевичі, Іван V Олексійович і Петро I Олексійович, вінчалися на царство в Успенському соборі Московського Кремля. Причому «старший» вінчався справжньою шапкою Мономаха і великим нарядом, а для «молодшого» зробили копії. Для них було споруджено спеціальний трон з двома сидіннями, що сьогодні зберігається у Збройовій палаті Кремля.

### Справжня влада
До 1689 року влада як Івана, так і Петра була номінальною, фактично влада здійснювалася регенткою Софією Олексіївною, що спиралася на клан Милославських та на своїх фаворитів — Василя Голіцина і Федора Шакловитого.
У 1689 році наступили розв'язка у протистоянні Софії і Петра, в результаті якої Софія була відсторонена від влади. На той момент для Петра дуже важливо було заручитися підтримкою брата або хоча б його нейтральністю.

## Участь у державних справах
Хоч Іван називався «старшим царем», він практично ніколи не займався державними справами, крім ритуальних церемоній, які вимагали участі царя, і цілком присвятив себе сім'ї.
За коротке шестирічне царювання Івана V тричі знижувалися податки, але країна не відчувала при цьому економічних негараздів. При Івані вперше було надано безвідсоткові кредити москвичам.
З 1682 по 1689 рік правила Софія Олексіївна, у 1689 році фактична влада перейшла до родини Наришкіних, яка номінально очолювалася царицею Наталією Кирилівною, після смерті якої у 1694 році влада опинилася у руках Петра I.
Іван Олексійович прожив довше всіх синів цариці Марії Іллівни, але ще до 27 років він був зовсім кволим, погано виглядав, був вражений паралічем і майже сліпим.
На тридцятому році життя 29 січня (8 лютого) 1696 Іван V передчасно помер в Москві і похований в Архангельському соборі Кремля.

## Сім'я
Дружина: (з 1684) Прасковія Федорівна Салтикова (1664—1723), цариця.
Діти
- Марія Іванівна (1689—1692), померла немовлям;
- Феодосія Іванівна (1690—1691), померла немовлям;
- Катерина Іванівна (1691—1733), царівна, дружина герцога Карла Леопольда Мекленбург-Шверинського (1678—1747), їхня донька Анна Леопольдівна була матір'ю імператора Івана VI Антоновича, що номінально правив у 1740—1741;
- Анна Іванівна (1693—1740), імператриця Російської імперії у 1730—1740;
- Прасковія Іванівна (1694—1731), царівна, дружина Івана Ілліча Дмитрієва-Мамонтова, російського воєначальника і державного діяча

## Родовід
|  |                                 |  |  |  |  |  |  |  |  |  |  |  |  |  |  |  |
|  | Микита Романович Захар'їн-Юр'єв |  |  |  |  |  |  |  |  |  |  |  |  |  |  |  |
|  |                                 |  |  |  |  |  |  |  |  |  |  |  |  |  |  |  |
|  |                                 |  |  |  |  |  |  |  |  |  |  |  |  |  |  |  |
|  | Федір Микитович Романов         |  |  |  |  |  |  |  |  |  |  |  |  |  |  |  |
|  |                                 |  |  |  |  |  |  |  |  |  |  |  |  |  |  |  |
|  |                                 |  |  |  |  |  |  |  |  |  |  |  |  |  |  |  |
|  | Ксенія Шестова                  |  |  |  |  |  |  |  |  |  |  |  |  |  |  |  |
|  |                                 |  |  |  |  |  |  |  |  |  |  |  |  |  |  |  |
|  |                                 |  |  |  |  |  |  |  |  |  |  |  |  |  |  |  |
|  | Романов Михайло Федорович       |  |  |  |  |  |  |  |  |  |  |  |  |  |  |  |
|  |                                 |  |  |  |  |  |  |  |  |  |  |  |  |  |  |  |
|  |                                 |  |  |  |  |  |  |  |  |  |  |  |  |  |  |  |
|  | Шестакова Ксенія Іванівна       |  |  |  |  |  |  |  |  |  |  |  |  |  |  |  |
|  |                                 |  |  |  |  |  |  |  |  |  |  |  |  |  |  |  |
|  |                                 |  |  |  |  |  |  |  |  |  |  |  |  |  |  |  |
|  | Алексій Михайлович              |  |  |  |  |  |  |  |  |  |  |  |  |  |  |  |
|  |                                 |  |  |  |  |  |  |  |  |  |  |  |  |  |  |  |
|  |                                 |  |  |  |  |  |  |  |  |  |  |  |  |  |  |  |
|  | Степан Андрійович Стрешнєв      |  |  |  |  |  |  |  |  |  |  |  |  |  |  |  |
|  |                                 |  |  |  |  |  |  |  |  |  |  |  |  |  |  |  |
|  |                                 |  |  |  |  |  |  |  |  |  |  |  |  |  |  |  |
|  | Стрешнєв Лук'ян Степанович      |  |  |  |  |  |  |  |  |  |  |  |  |  |  |  |
|  |                                 |  |  |  |  |  |  |  |  |  |  |  |  |  |  |  |
|  |                                 |  |  |  |  |  |  |  |  |  |  |  |  |  |  |  |
|  | Марія Іванівна                  |  |  |  |  |  |  |  |  |  |  |  |  |  |  |  |
|  |                                 |  |  |  |  |  |  |  |  |  |  |  |  |  |  |  |
|  |                                 |  |  |  |  |  |  |  |  |  |  |  |  |  |  |  |
|  | Стрешнєва Євдокія Лук'янівна    |  |  |  |  |  |  |  |  |  |  |  |  |  |  |  |
|  |                                 |  |  |  |  |  |  |  |  |  |  |  |  |  |  |  |
|  |                                 |  |  |  |  |  |  |  |  |  |  |  |  |  |  |  |
|  | Анна Костянтинівна Волконська   |  |  |  |  |  |  |  |  |  |  |  |  |  |  |  |
|  |                                 |  |  |  |  |  |  |  |  |  |  |  |  |  |  |  |
|  |                                 |  |  |  |  |  |  |  |  |  |  |  |  |  |  |  |
|  | Іван V                          |  |  |  |  |  |  |  |  |  |  |  |  |  |  |  |
|  |                                 |  |  |  |  |  |  |  |  |  |  |  |  |  |  |  |
|  |                                 |  |  |  |  |  |  |  |  |  |  |  |  |  |  |  |
|  | Іван Іванович Милославський     |  |  |  |  |  |  |  |  |  |  |  |  |  |  |  |
|  |                                 |  |  |  |  |  |  |  |  |  |  |  |  |  |  |  |
|  |                                 |  |  |  |  |  |  |  |  |  |  |  |  |  |  |  |
|  | Милославський Данило Іванович   |  |  |  |  |  |  |  |  |  |  |  |  |  |  |  |
|  |                                 |  |  |  |  |  |  |  |  |  |  |  |  |  |  |  |
|  |                                 |  |  |  |  |  |  |  |  |  |  |  |  |  |  |  |
|  | Ілля Данилович Милославський    |  |  |  |  |  |  |  |  |  |  |  |  |  |  |  |
|  |                                 |  |  |  |  |  |  |  |  |  |  |  |  |  |  |  |
|  |                                 |  |  |  |  |  |  |  |  |  |  |  |  |  |  |  |
|  | Стефанида                       |  |  |  |  |  |  |  |  |  |  |  |  |  |  |  |
|  |                                 |  |  |  |  |  |  |  |  |  |  |  |  |  |  |  |
|  |                                 |  |  |  |  |  |  |  |  |  |  |  |  |  |  |  |
|  | Марія Іллівна Милославська      |  |  |  |  |  |  |  |  |  |  |  |  |  |  |  |
|  |                                 |  |  |  |  |  |  |  |  |  |  |  |  |  |  |  |
|  |                                 |  |  |  |  |  |  |  |  |  |  |  |  |  |  |  |
|  | Катерина Федорівна Нарбекова    |  |  |  |  |  |  |  |  |  |  |  |  |  |  |  |
|  |                                 |  |  |  |  |  |  |  |  |  |  |  |  |  |  |  |
|  |                                 |  |  |  |  |  |  |  |  |  |  |  |  |  |  |  |